# Hur man gör godt
Hur man gör godt är ett drama i fyra akter av Anne Charlotte Leffler, utgivet 1885 på Hæggströms boktryckeri och bokförlags AB.
Pjäsen skildrar överklassens sexuella dubbelmoral och pauperismen, det vill säga de ekonomiska klyftorna mellan fattiga och rika.

## Om pjäsen
Pjäsen hade arbetsnamnet Drottning Blanka, där titeln syftar på huvudpersonens namn. Det är oklart när pjäsen började skrivas, men i december 1883 hade Leffler färdigställt ett första utkast, som omfattade fem akter. Leffler kallade pjäsen för sitt socialistdrama och under sin London-vistelse 1884 återgav hon handlingen för socialisten Edward Aveling och Eleanor Marx Aveling. I slutet av november samma år omarbetade Leffler dramat och i början av december berömde Ernst Lundquist hennes verk. Hon hade även låtit Viktor Rydberg, Ellen Key och modern Gustava Mittag-Leffler läsa pjäsen, men dessa hade till skillnad från Lundquist gjort flera anmärkningar på innehållet. Detta föranledde att Leffler ännu en gång omarbetade sitt stycke. I samband med detta fick pjäsen sin slutgiltiga titel, Hur man gör godt.
Den 22 december 1884 lämnades pjäsen in till Kungliga Dramatiska Teatern och i februari 1885 refuserades den med hänvisning till arbetarfrågans känslighet. Leffler gjorde ytterligare en grundlig omarbetning efter anmärkningar från bästa vännen Thecla Sköldberg. I april 1885 utkom pjäsen i tryckt version, i vilken antalet akter hade reducerats till fyra.
När pjäsen utkommit i bokform hade den redan spelats på teaterscener i Bergen och Helsingfors. I Sverige blev Nya Teatern i Stockholm först med att sätta upp pjäsen. Den hade urpremiär 11 november 1885.

## Handling
Pjäsen utspelar sig på en välgörenhetsbasar där överklassen samlar in pengar till behövande. Huvudpersonen är Blanka, som är adopterad av baronen och baronessan, har ett povert förflutet och på basaren träffar hon sina fattiga halvsyskon.
I den andra akten är handlingen förflyttad till Blankas barndomshem. Blanka är där och har återsett sin mor, sina sjuka och svältande syskon och sin alkoholiserade styvfader. Blanka blir berörd av misären och ger bort sin pälskappa till den äldsta systern, som är prostituerad.
Dramats tredje akt är förlagd till en fest hos Blankas rike fästman. Blanka är uppjagad efter mötet med familjen, men lugnar sig i fästmannens närvaro. När hon får veta att fästmannen tidigare har förfört hennes syster lämnar hon festen i vredesmod.
Fjärde akten utspelar sig i baronens hem. Blanka befinner sig i sitt rum, packandes en väska. Adoptivföräldrarna är sårade och ledsna av fästmannens förflutna. Till huset kommer fästmannen, en socialt engagerad kusin och den prostituerade systern. En uppgörelse följer, där Blanka tar ställning mot ojämlikhet och dubbelmoral. Hon bryter förlovningen med fästmannen och tillkännager att hon ska flytta hem till kusinen för att ägna sig åt socialt arbete.

## Personer
Hur man gör godt har totalt 24 rollfigurer, varav tolv är män och lika många kvinnor.
- Baron v. Dühring
- Blanka v. Dühring
- Agnes v. Dühring
- Kapten Arthur Wulf, ägare av en mekanisk verkstad
- Arbetare, Frithiof Hellqvist, Nyberg och Åström
- Målar Österberg
- Fru Österberg
- Deras barn Alexius, Albanus, Milda och Olga
- Josefina
- Svea
- Cecilia
- Grefvinnan
- Eugenie
- Statsrådet
- Arla
- Gurli
- Kammarherren
- Kapten Lagerskiöld
- Vicomte de Britzi
- Två äldre herrar
- Två yngre herrar
- Två äldre damer
- En apelsinflicka
- En fattig kvinna
- En fattig flicka
- En jungfru hos v. Dührings
- Handlande herrar och damer, marskalkar, betjänter, vaktmästare, brandsoldater, folk, gäster

## Mottagande
Den tryckta versionen av pjäsen mottogs negativt av de flesta recensenter. Carl David af Wirsén var kritisk och upprördes av att oäkta barn likställdes med "frukter af lagliga förbindelser". Svenska Dagbladets recensent kritiserade att överklassen utmålades som hjärtlösa förtryckare av arbetarklassen. Även Aftonbladets recensent var kritisk och fann dramat "en obehaglig läsning för alla". Ytterligare negativa omdömen publicerades av Georg Nordensvan och Hjalmar Neiglick. Till de positiva recensionerna sällade sig Karl Warburg som kallade pjäsen "ett käckt stycke, käckt både såsomrent litterär och social-politisk produkt". Även Claës Lundin berömde Leffler och skrev att det hon framförallt vill framhäva är "de högre klassernas ohåga eller oförmåga att erkänna de lägres människovärde". I stället för att göra dem "rätt" försöker överklassen göra dem "godt", menade Lundin.
När pjäsen uppfördes i Stockholm ställde sig det stora flertalet recensenter negativa eller starkt tveksamma till pjäsen. Svenska Dagbladets recensent ansåg att styckets tendens sköt över målet. Ny Illustrerad Tidnings Hellene Lindgren tyckte att överklassen var överdrivet och orättvist framställd. Även Dagens Nyheters anmälare hade synpunkter på hur överklassen framställdes i dramat, men var i övrigt desto mer positiv. Han berömde Lefflers dramatiska arbete och det bifall som det framkallade hos publiken. I Tidskrift för hemmet var den anonyme recensenten starkt negativ och visade ingen förståelse för dramat som ansågs vara osympatiskt. Personen skrev att pjäsen gjorde "ett pinsamt, ofta rent af motbjudande intryck". Även Dagnys anonyme recensent kritiserade pjäsen för att vara osympatisk. Gustaf af Geijerstam å andra sidan hyllade Nya Teaterns direktör för att denne visat mod att uppföra pjäsen. Även signaturen "Vox" (Anna Branting) var positiv till Lefflers stycke, men ansåg att överklassen inte kunde bekämpas med indignation utan i stället skulle deras tillvaro "förgiftas med hånets bakterier". Till denna recension bidrog även henne make Hjalmar Branting, som uttryckte att det var positivt att högern var ursinnig över pjäsen och inte skrattade, vilket enligt honom hade betytt att den varit illa skriven.
Bland beundrarna fanns även socialdemokraten August Palm som efter att ha sett pjäsen skrev ett brev till Leffler där han uttryckte sin uppskattning för en "njutningsfull afton".

## Utgåvor
- Leffler, Anne Charlotte (1885). Hur man gör godt: skådespel i fyra akter. Stockholm: Haeggström. Libris 1205383
- Leffler, Anne Charlotte (2007). Hur man gör godt skådespel i fyra akter. Huddinge: Södertörns högskola. Libris 12556478

### Fotnoter
1. ↑  ”Hur man gör godt”. Kungliga biblioteket. http://libris.kb.se/hitlist?d=libris&q=Hur+man+g%C3%B6r+godt&f=simp&spell=true&hist=true&p=1. Läst 15 december 2012.
2. ↑  Lauritzen 2012, s. 336.
3. 1 2  Sylvan 1984, s. 106.
4. ↑  Sylvan 1984, s. 114.
5. 1 2 3 4 5 6  ”Hur man gör godt”. Dramawebben. Arkiverad från originalet den 11 augusti 2010. https://web.archive.org/web/20100811224636/http://www.dramawebben.se/pjas/hur-man-gor-godt. Läst 15 december 2012.
6. ↑  Sylvan 1984, s. 113-114.
7. ↑  Sylvan 1984, s. 114-116.
8. ↑  Lauritzen 2012, s. 342.